# 今井治

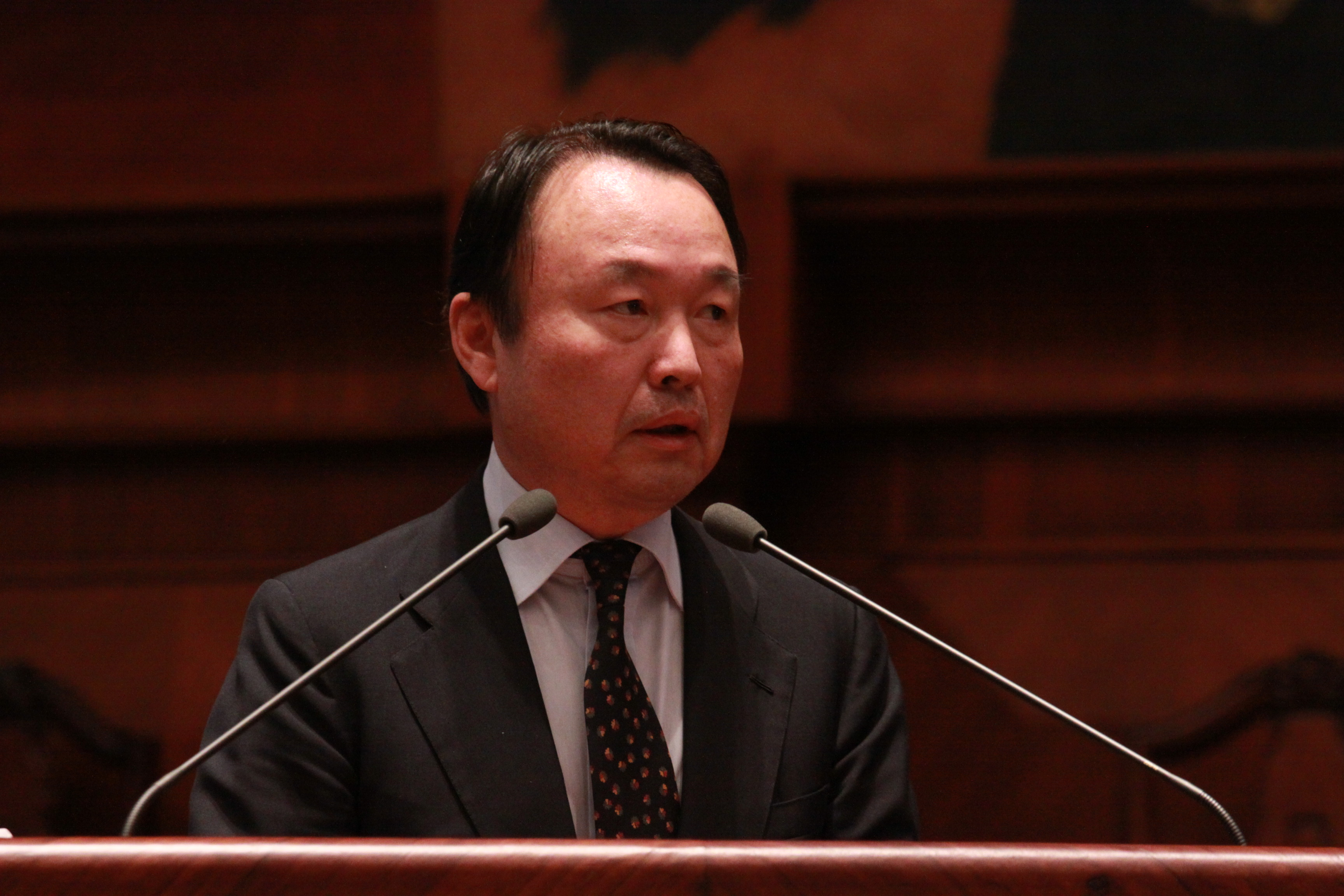
エクアドル国民議会の壇上に立つ在エクアドル大使在任時の今井（2011年3月）

今井 治（いまい おさむ、1950年〈昭和25年〉 - ）は、日本の外交官。

## 経歴・人物
1976年横浜国立大学経済学部を卒業して外務省に入省した。1977年から1979年までスペイン語研修（バレンシア大学、マドリード大学）。経済局、中南米局、国際連合局科学課を経て、1987年から1989年まで、在米国大使館。1989年から1991年まで、在タンザニア大使館に在勤。
1991年大臣官房総務課企画官、1993年経済協力局国際機構課長、1995年在イタリア大使館参事官、1997年在大韓民国大使館公使、2000年在南アフリカ共和国大使館公使を歴任し、2002年から2006年まで、ミラノ総領事。2009年から2012年までエクアドル駐箚特命全権大使。2012年10月より特命全権大使（国際テロ対策・組織犯罪対策協力担当兼サイバー政策担当）。2013年2月から安保理非常任理事国選挙及び安保理改革（中南米諸国）担当特命全権大使兼任。2013年10月株式会社ライジングサンセキュリティサービス顧問。

## 同期
- 齋木昭隆（13年外務事務次官・12年外務審議官（政務）・11年駐印大使・08年外務省アジア大洋州局長）
- 鶴岡公二（13年内閣官房審議官兼TPP政府対策本部首席交渉官・12年外務審議官（経済）・10年外務省総合外交政策局長）
- 兒玉和夫（13年OECD大使・外務省研修所長・10年国連大使（次席）・08年外務報道官）
- 木寺昌人（12年駐中国大使・内閣官房副長官補）
- 國方俊男（13年北極担当大使・11年駐チェコ大使）
- 小菅淳一（11年駐ヨルダン大使・06年駐アフガニスタン大使）
- 高田稔久（13年沖縄担当大使・駐ケニア兼ソマリア兼エリトリア兼セーシェル兼ブルンジ大使・10年駐ケニア大使）
- 福川正浩（11年駐ペルー大使）
- 田尻和宏（13年駐パラオ大使）
- 篠田研次（12年駐フィンランド大使）
- 高橋邦夫（11年駐ネパール大使・09年駐スリランカ兼モルディブ大使）
- 久枝譲治（11年駐オマーン大使）
- 加茂佳彦（12年駐アラブ首長国連邦大使）
- 西宮伸一（12年中国大使・10年外務審議官（経済））
- 大塚聖一（12年駐レバノン大使）
- 高瀬康夫（12年駐ジャマイカ兼ベリーズ兼バハマ大使・09年駐トンガ大使）
- 渡部和男（12年駐コロンビア大使・11年科学技術協力担当大使・08年駐パラグアイ大使）
- 小泉崇（12年駐ブルガリア大使）
- 東博史（13年駐ポルトガル大使・10年駐モーリタニア大使）
- 長内敬（09年駐ラトビア大使）
- 細谷龍平（13年駐マダガスカル大使）
- 山本啓司（12年駐ルーマニア大使・11年査察担当大使・駐カメルーン大使）
- 塚原大貮（12年駐ベナン大使）
- 川上公一（12年外交記録公開担当大使・09年駐レバノン大使）

## 参考資料
- http://www.japanitaly.com/jp/specialreportsbn/busint_200402.html